# Резолуција Савета безбедности УН 1203
Резолуција 1203 Савета безбедности Уједињених нација, усвојена 24. октобра 1998. године, након позивања на резолуције 1160 (1998) и 1199 (1998) о Косову, Савет је захтевао да Савезна Република Југославија (Србија и Црна Гора) поштује претходне резолуције Савета безбедности и да сарађује са верификационим мисијама НАТО-а и Организације за европску безбедност и сарадњу (ОЕБС) на Косову.
Решење је покренуто масакром у Горњем Обрињу.
Дана 16. октобра 1998. године у Београду је потписан споразум између Савезне Републике Југославије и ОЕБС-а који предвиђа успостављање верификационе мисије на Косову, са ваздушним верификацијама над Косовом договореним претходног дана. Генерални секретар Кофи Анан требало је да пошаље мисију у Савезну Републику Југославију да процени ситуацију на терену на Косову.
Савет безбедности је навео да сукоб на Косову треба да се реши мирним путем и да се тој територији да већа аутономија и суштинска самоуправа. У међувремену, осуђено је насиље, терор и снабдевање оружјем и обука терориста на Косову у остваривању политичких циљева. Постојала је забринутост да су независни медији у Савезној Републици Југославији затворени поред предстојеће хуманитарне катастрофе на Косову.
Посматрајући сукоб као претњу међународном миру и безбедности и делујући у складу са Поглављем 7. Повеље Уједињених нација, резолуција је захтевала да СР Југославија одмах и у потпуности испоштује споразуме са НАТО-ом и ОЕБС-ом. Руководство косовских Албанаца такође је морало да поштује споразуме и претходне резолуције Савета безбедности. Обе стране су такође позване да се укључе у дијалог за решавање кризе и да сарађују са међународним напорима за побољшање хуманитарне ситуације. Косовски Албанци су морали да се одрекну терора и мирно следе своје циљеве и поново је потврђено да све избеглице имају право на повратак кућама.
Коначно, наведено је да све злочине почињене над становништвом треба да истражује Међународни кривични суд за бившу Југославију и затражена је међународна помоћ у том циљу.
Резолуција 1203 је усвојена са 13 гласова за и ниједног против, уз два уздржана Кина и Русија који су се противили употреби силе. Кина је такође била против резолуције којом би се вршио притисак на унутрашње послове СР Југославије, а Русија је навела да резолуција није узела у обзир позитивна дешавања у Београду.